# Andarilhos
Andarilhos é um grupo musical português que promove e divulga a música portuguesa de cariz tradicional, apostando na convergência entre sonoridades tradicionais e vivências atuais; recorrendo à fusão com estruturas musicais além-fronteiras. Com base na etnografia e nos instrumentos tradicionais, o grupo interpreta e recria temas que fazem parte da identidade musical portuguesa, fazendo prevalecer a energia contagiante das gentes que tocam e cantam rodopiando.
O grupo Andarilhos formou-se em 1991, em Baião, sendo o projeto reestruturado em 1997, dando origem à atual formação. Os locais de culto dos Andarilhos são Baião e a Serra da Aboboreira, onde o grupo se encontra e se inspira nas gentes e em particular no Ti Carvalho.
Os Andarilhos gravaram em 2003 o álbum Alvorada, editado pela Açor, e um ano mais tarde o DVD Ao vivo no Teatro Helena Sá e Costa. Em 2006, venceram a edição nacional do concurso Eurofolk, juntamente com os Diabo a Sete. Mais recentemente, estiveram no programa de rádio Viva a Música, de Armando Carvalhêda, na Antena 1.
No ano de 2016, o grupo sofre reformulações na sua formação e, consequentemente, no desenvolvimento do seu trabalho.
No corrente ano de 2018, os Andarilhos preparam o seu novo trabalho discográfico e contam já com algumas participações nos meios de comunicação social.

## Formação
- Sérgio Salgueiro - baixo
- João Paulo Borges - viola braguesa, gaita-de-foles e vozes
- Pedro Costa - bateria
- Paulo Loureiro - percussões
- Pedro Monteiro - cavaquinho e vozes
- Rui Santos - teclado e acordeão
- Pedro Almeida - voz e flautas

## Discografia
- Alvorada (2003)
- Caminho Velho (2011)

## Videografia
- Ao Vivo no Teatro Helena Sá e Costa (2004)